# Dryopteris guangxiensis
Dryopteris guangxiensis là một loài thực vật có mạch trong họ Dryopteridaceae. Loài này được S.G. Lu miêu tả khoa học đầu tiên năm 1999.